# Apollinariskirche (Remagen)
L'Apollinariskirche si trova nella città di Remagen, a circa 40 m sul fiume Reno, su una collina che ora si chiama Apollinarisberg. L'attuale chiesa fu costruita verso la metà del XIX secolo in stile neogotico e dipinta in stile nazareno. Ai piedi della montagna, nel 1892 furono scoperte tombe cristiane di epoca romana. I benedettini vivevano sull'Apollinarisberg già nell'alto Medioevo.

## Prime costruzioni religiose sull'Apollinarisberg

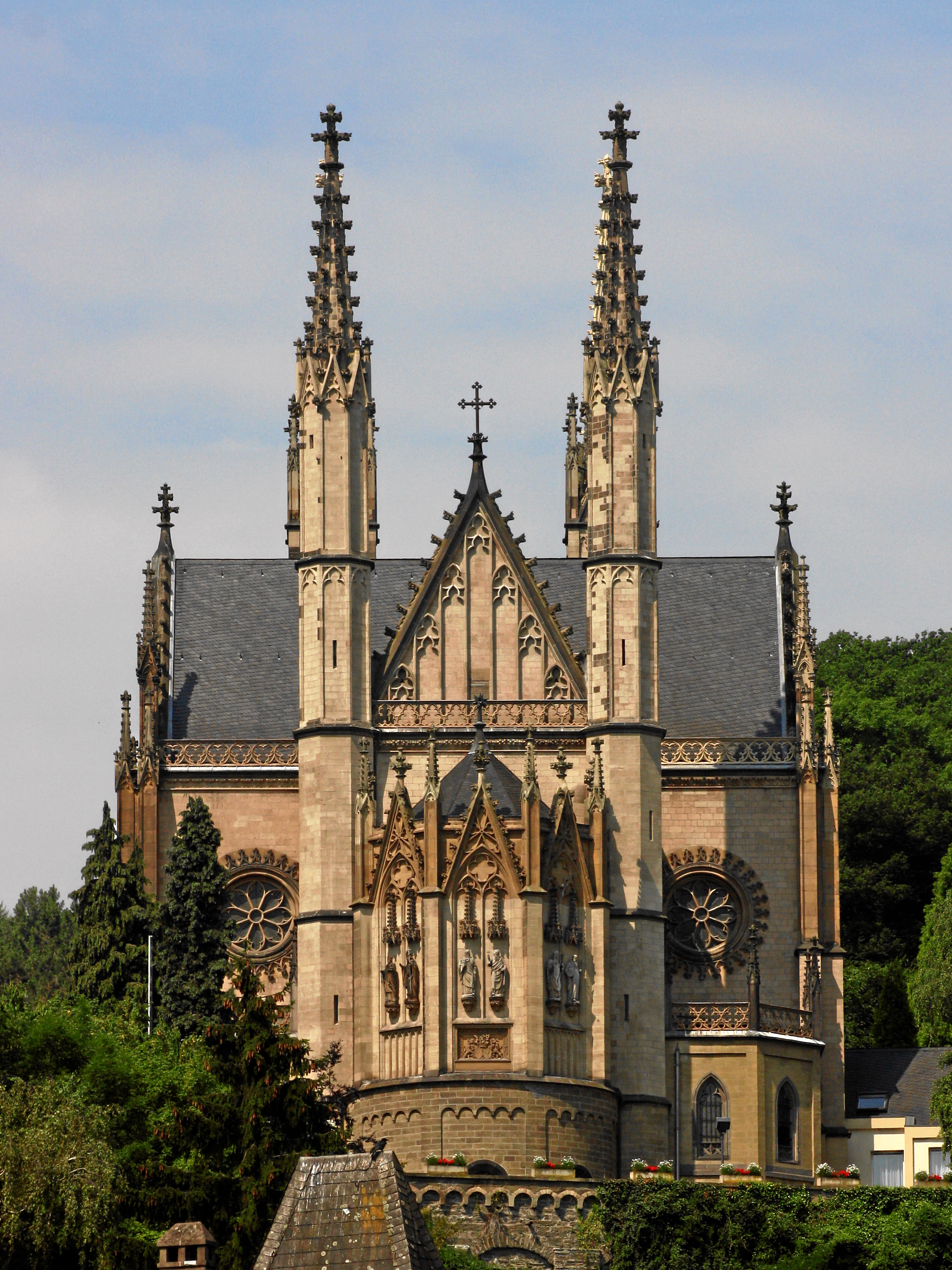
Apollinariskirche da est

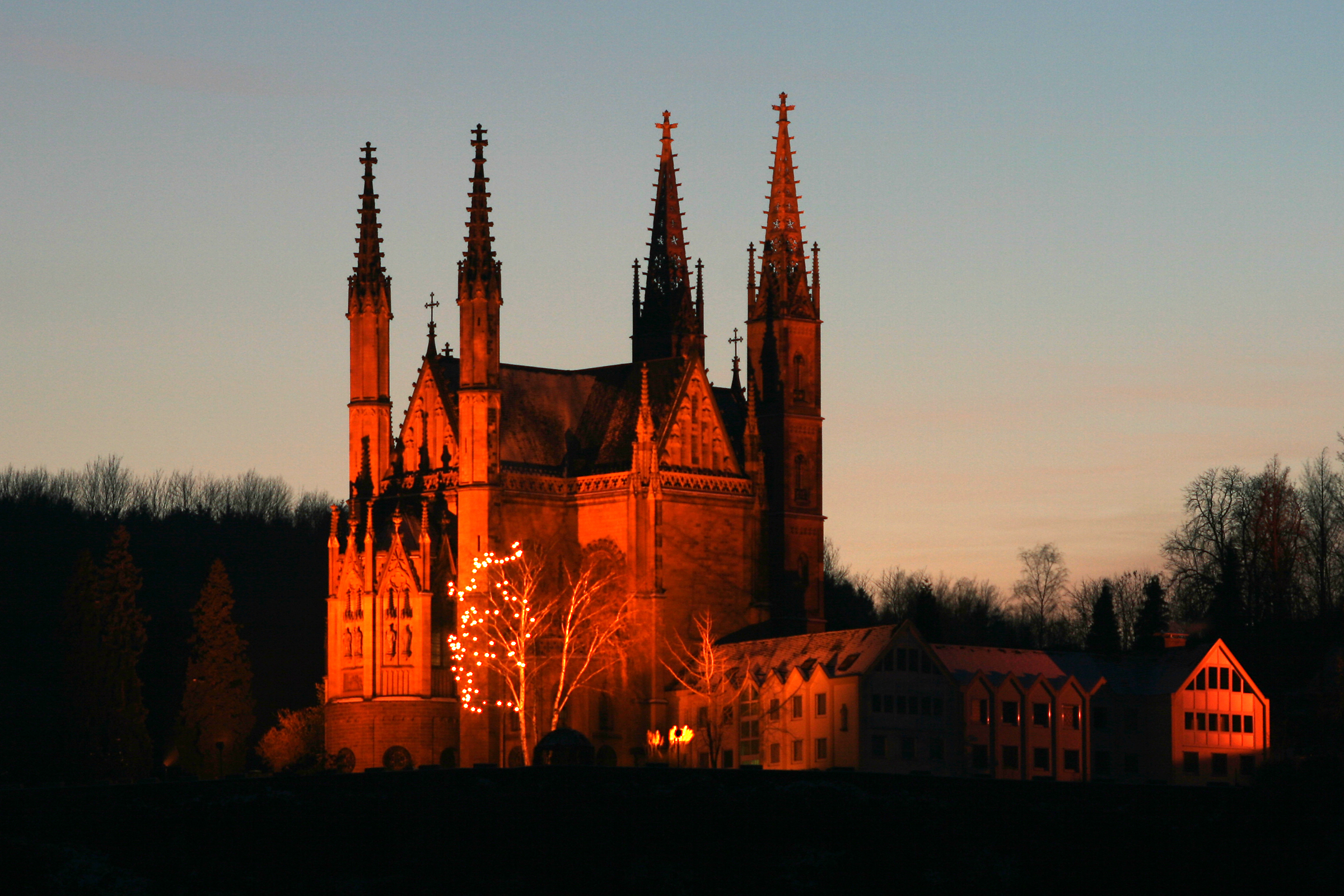
sera

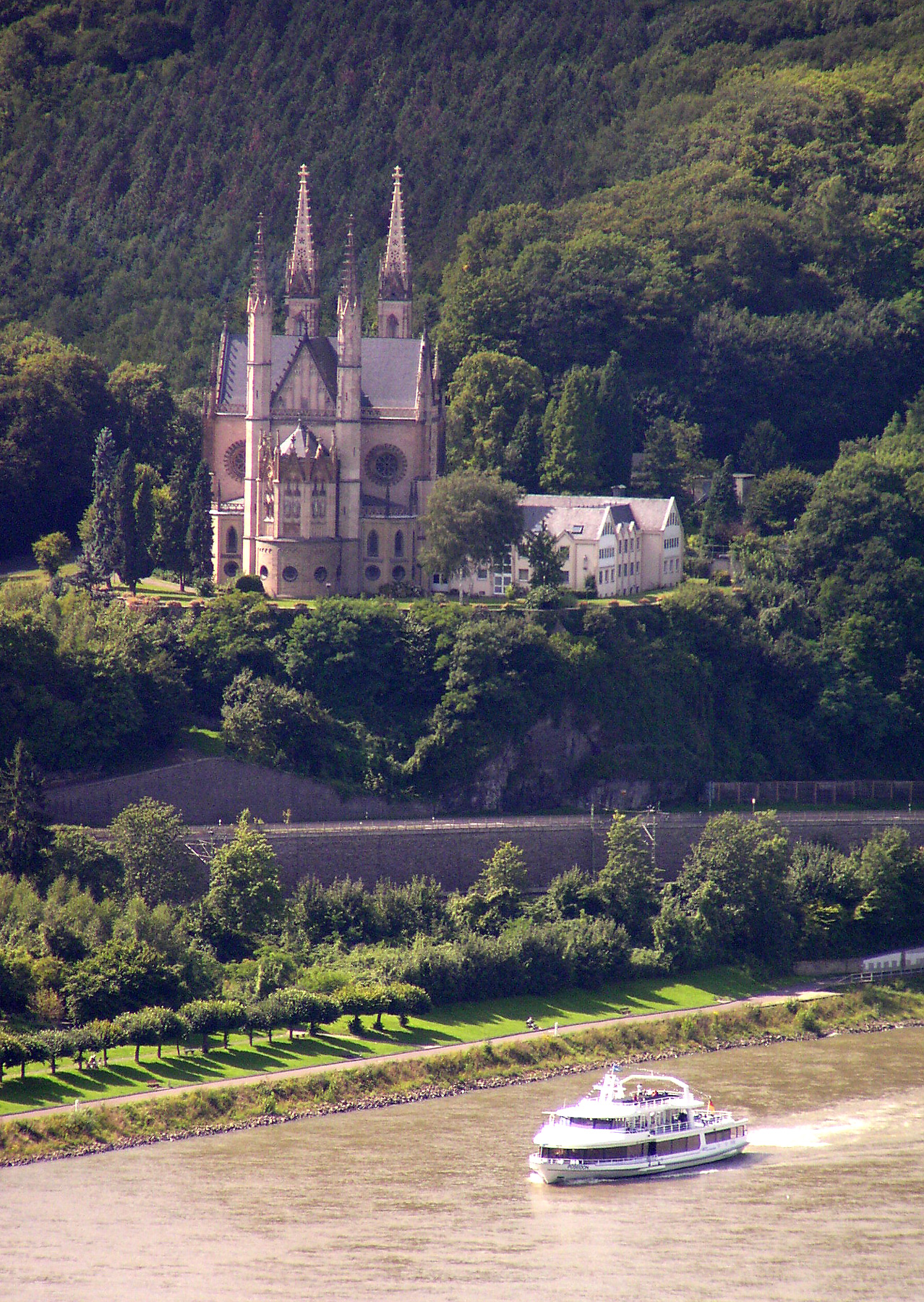
Posizione sul Reno

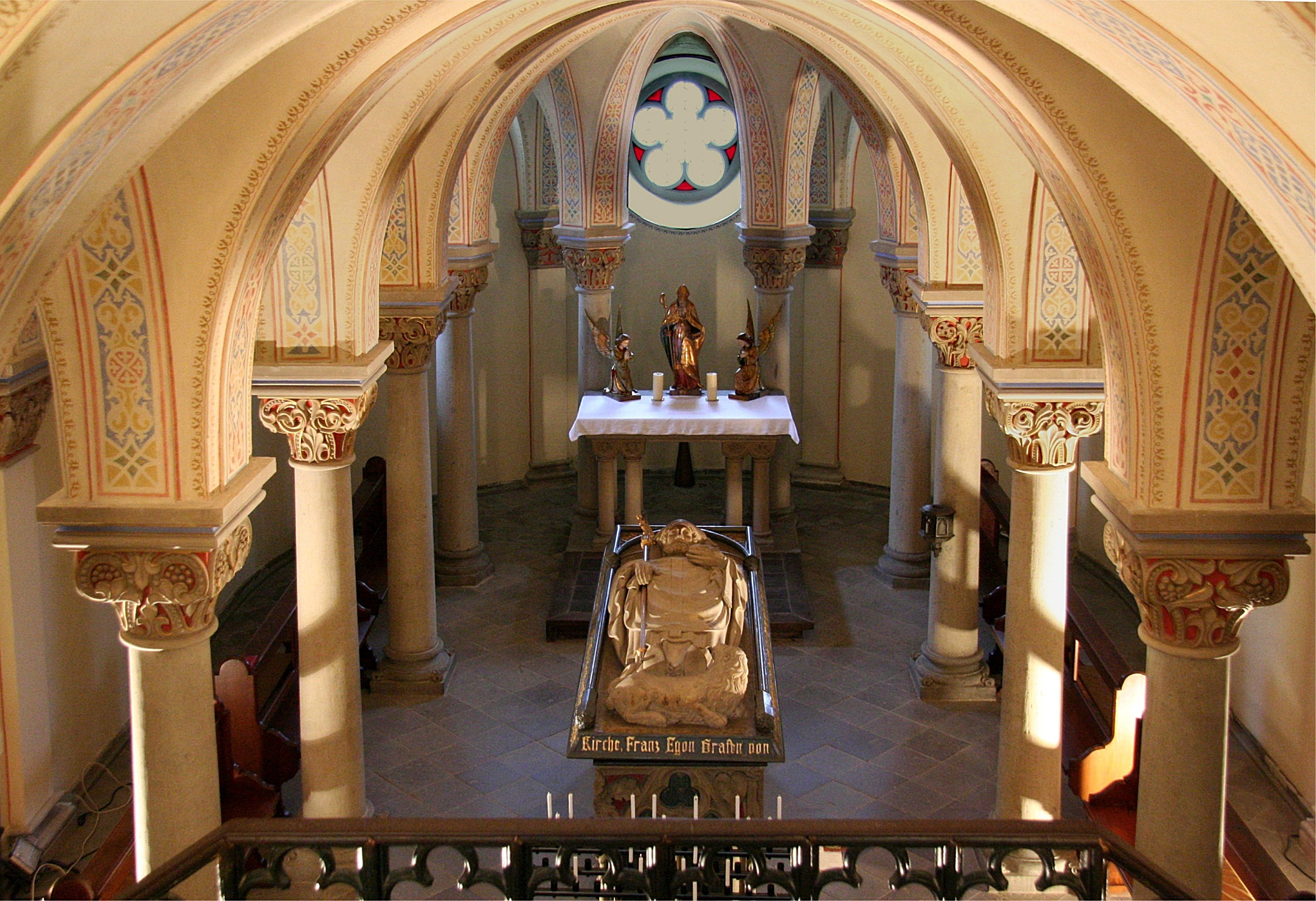
Cripta

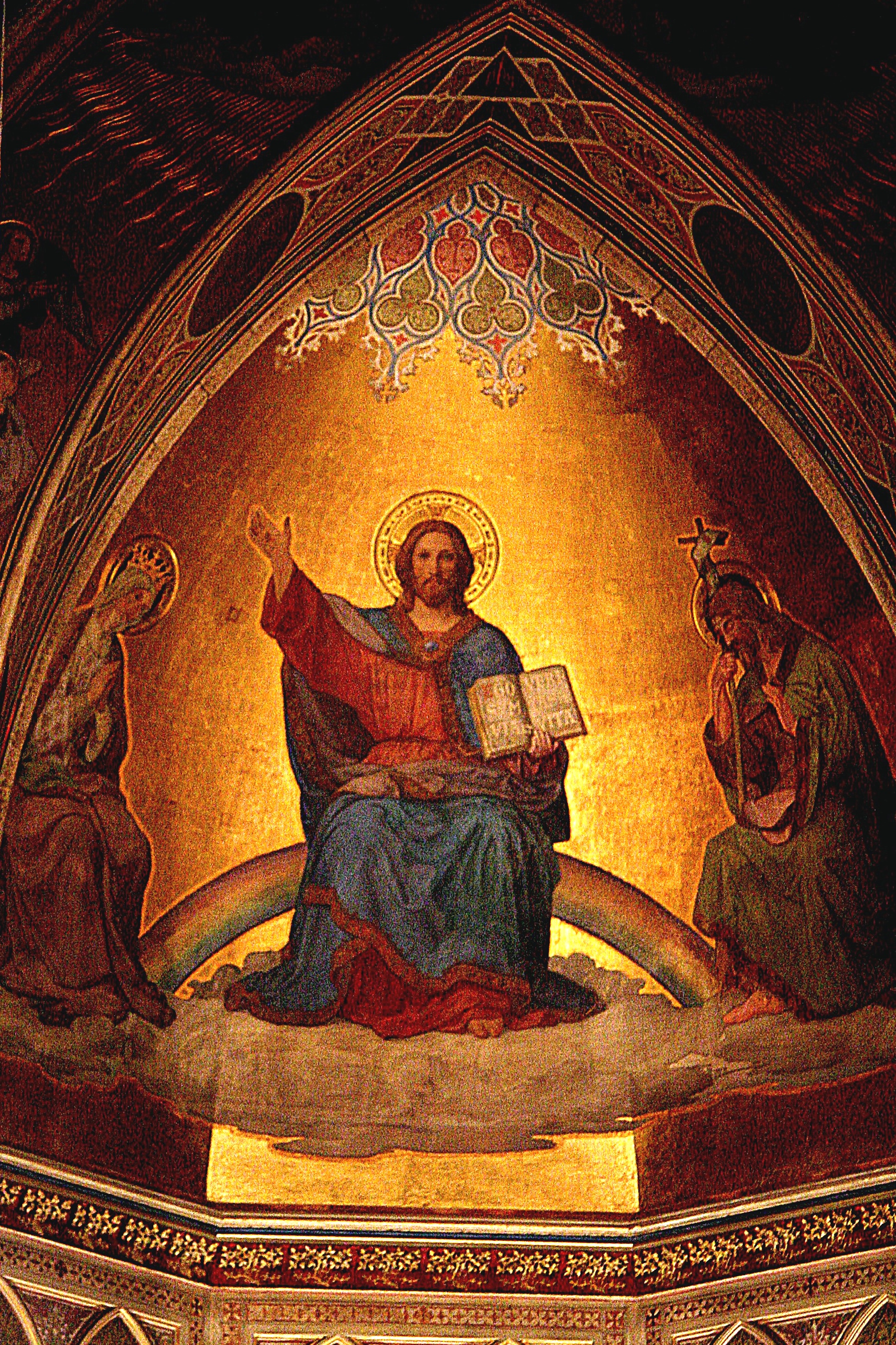
Cristo Pantocratore nel catino absidale

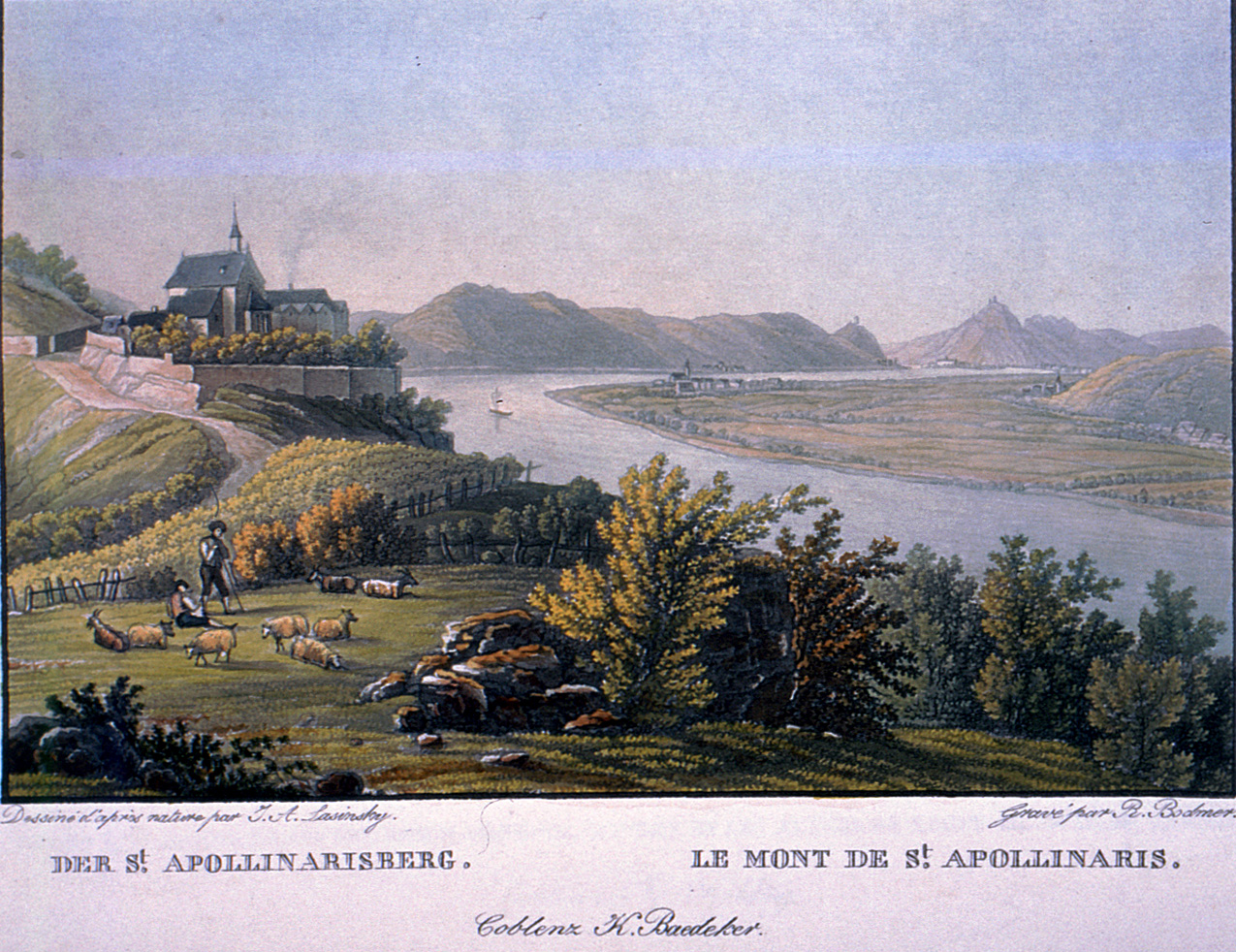
Incisione databile attorno al 1830

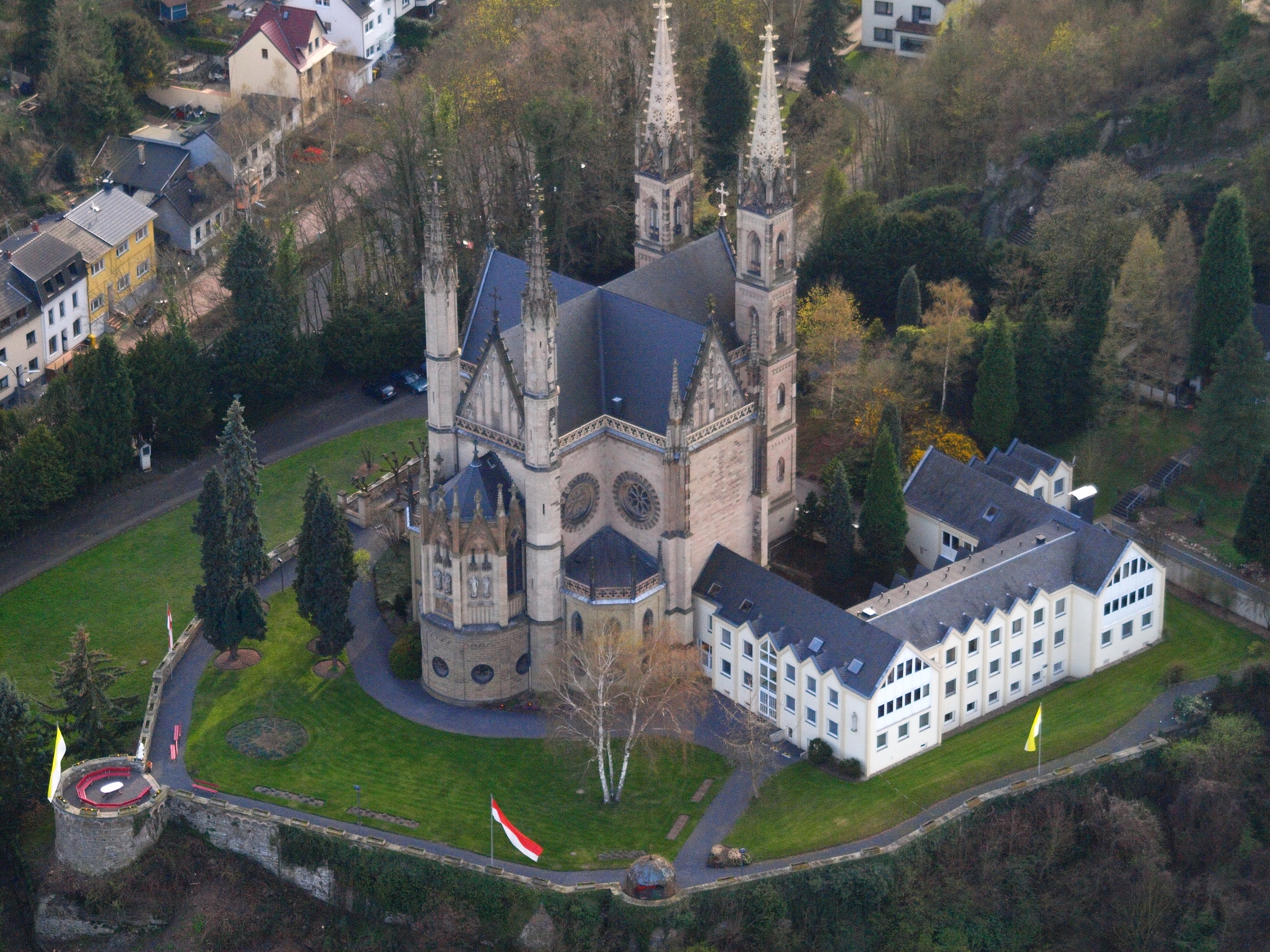
Veduta aerea dell'Apollinariskirche con il nuovo monastero degli anni '70

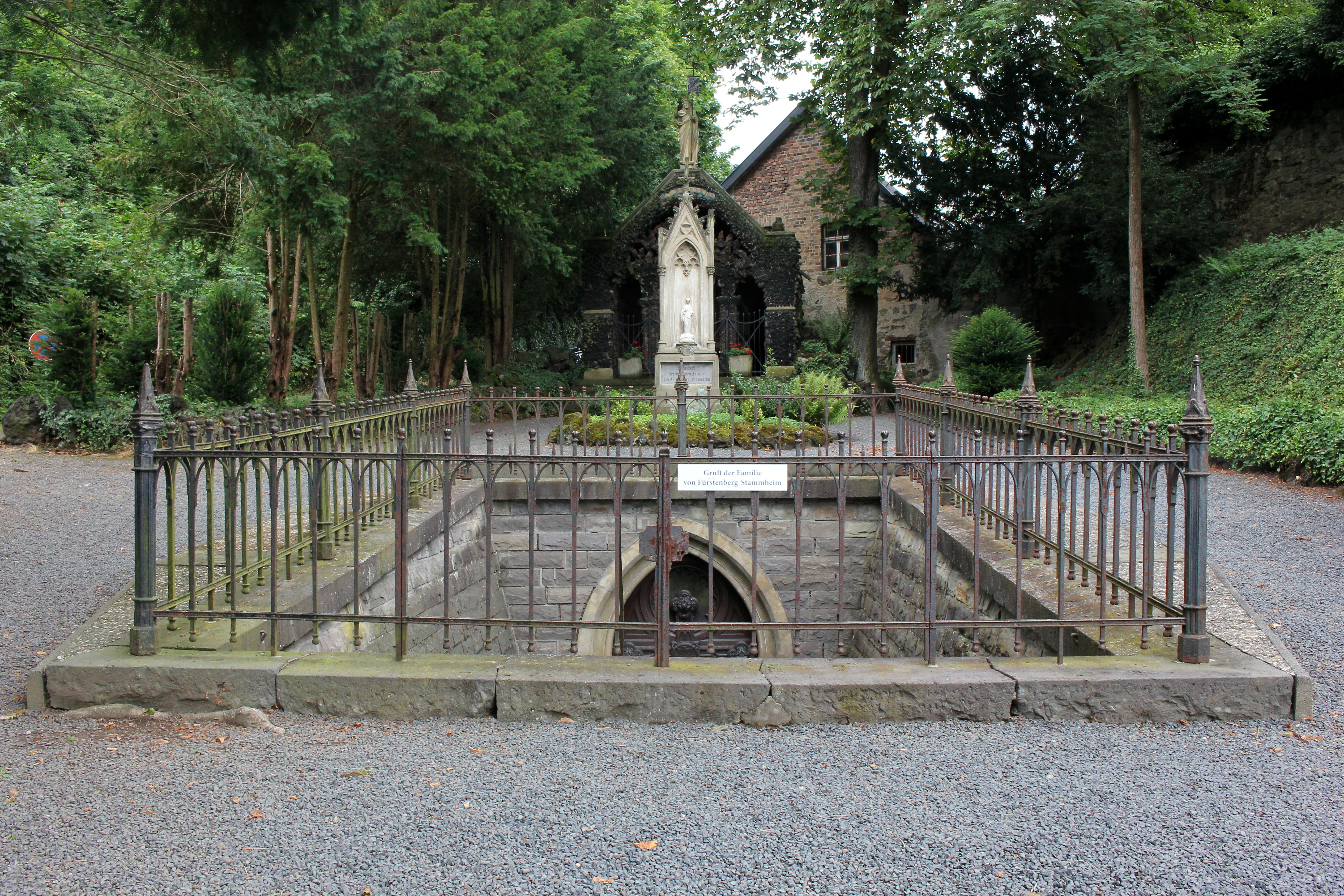
Tomba della famiglia von Fürstenberg all'Apollinariskirche

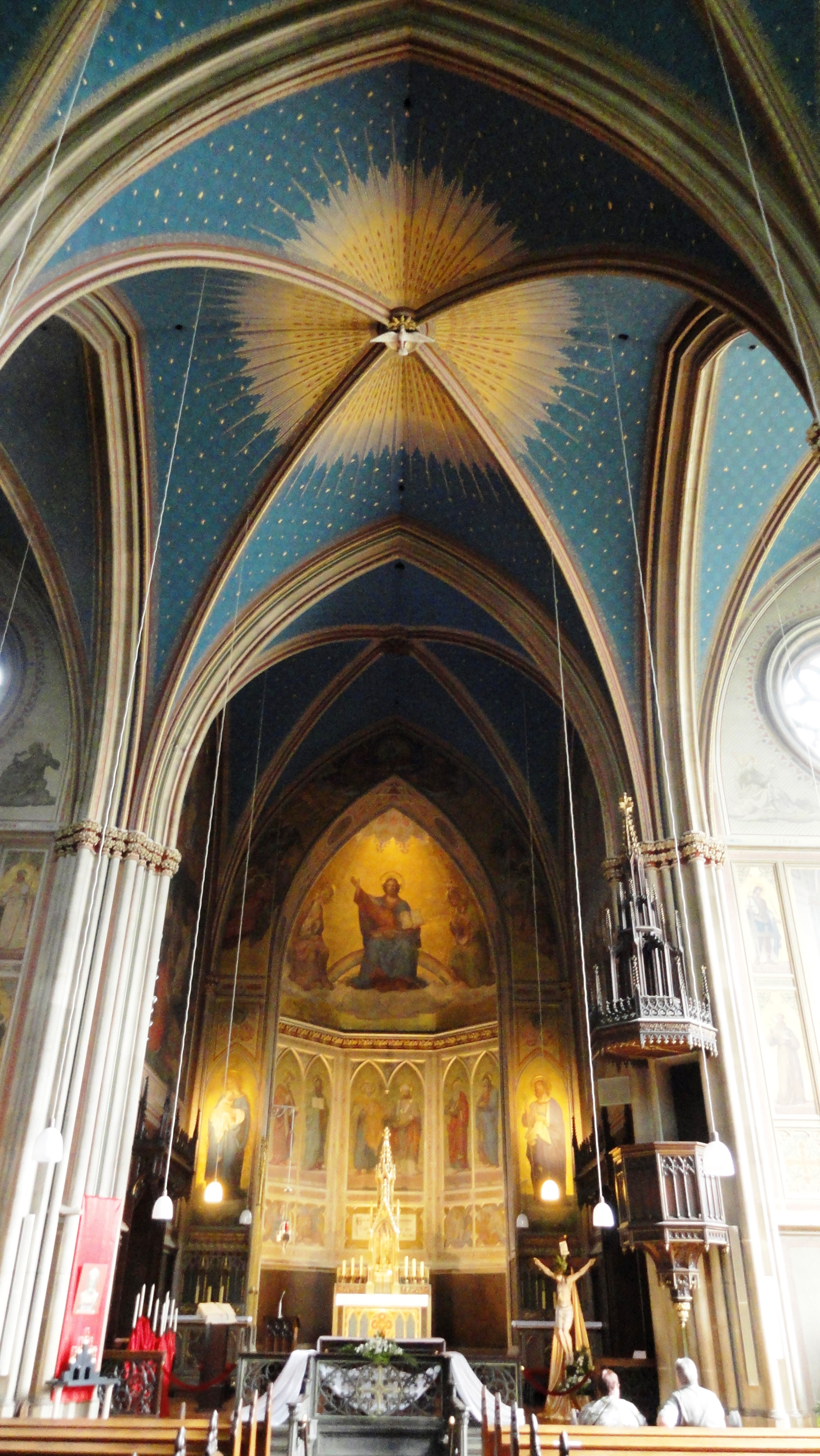
St. Apollinariskirche - interno

La data di costruzione della prima chiesa, dedicata a San Martino, il santo patrono dei Franchi, non può essere determinata esattamente, probabilmente avvenne nel nono secolo.
Intorno al 1110, i benedettini dell'abbazia di Michaelsberg a Siegburg costruirono un monastero a Remagen con il sostegno della popolazione.
Nel XIII secolo le reliquie di Sant'Apollinare di Ravenna giunsero sulla montagna. La prima menzione documentata della presenza delle spoglie del santo a Remagen risale al 1295. Il sarcofago con le reliquia, posto nella cripta della chiesa risale al XIV secolo.

## Edificio neogotico del XIX secolo
Sulla scia delle guerre napoleoniche e della secolarizzazione, il monastero benedettino venne chiuso nel 1802. Dopo l'abolizione, i fratelli Sulpiz e Melchior Boisserée acquistarono l'intera proprietà nel 1807. Nell'agosto 1836 la proprietà venne venduta per 24.200 talleri al barone Franz Egon von Fürstenberg-Stammheim, che fu elevato al titolo di conte nel 1840. Il suo progetto di creare un importante ciclo di affreschi di nuova pittura religiosa nella chiesa esistente sull'Apollinarisberg non poteva essere realizzato, perché l'edificio era vecchio e fatiscente. Il barobe decise perciò di demolire la chiesa e sostituirla con una nuova. La posa della prima pietra avvenne il 22 Luglio 1839. Il 24 Marzo 1857 venne consacrata la nuova chiesa.
Siccome il romanico era considerato uno stile architettonico protestante, essendo Remagen nell'area cattolica, Franz Egon von Fürstenberg-Stammheim scelse per la costruzione lo Stile neogotico, incaricando l'architetto Ernst Friedrich Zwirner.
Già nel 1837 il conte von Fürstenberg-Stammheim aveva preso contatto con gli studenti del pittore Friedrich Wilhelm von Schadow - figlio dello scultore berlinese Johann Gottfried Schadow - che all'epoca era rettore all'Accademia d'arte di Düsseldorf. I pittori Ernst Deger, i fratelli Andreas Müller e Karl Müller e Franz Ittenbach appartenevano al gruppo dei Nazareni. Questi artisti lavorarono ogni estate, per quasi dieci anni, su cicli pittorici molto estesi: 69 immagini con circa 580 figure.
Gli affreschi della chiesa sono costituiti da tre temi principali: la vita di Gesù, la vita di Maria e la vita di sant'Apollinare. L'abside è dominata dalla raffigurazione di Gesù come Pantocratore affiancato da Maria e Giovanni Battista. Sotto sono raffigurati san Pietro e sant'Apollinare, in mezzo agli evangelisti, sugli altari laterali la Madonna e san Giuseppe. Il risultato fu sensazionale; in tedesco lo definirono con la parola "Gesamtkunstwerk" che in italiano è traducibile come "opera d'arte totale".
Gli elementi prefabbricati in ghisa sono stati ampiamente utilizzati nella costruzione della chiesa. Le guglie traforate delle torri (altezza 45 m), i parapetti tra le torri, i pilastri della galleria degli organi, le barriere del coro e la ringhiera delle scale verso la cripta provengono dalla fonderia Isselburger Hütte di Nering, Bögel u. Cie sul Basso Reno. L'interno dell'edificio ha una volta a crociera su cui è stato dipinto un cielo stellato blu e oro. La chiave di volta della crociera è decorata con una colomba come simbolo dello Spirito Santo.

## I Francescani e l'Apollinariskirche
Dal 25 marzo 1857 i francescani della Provincia francescana sassone, che dal 1929 venne denominata Provincia francescana di Colonia, si stabilirono presso la chiesa. Da allora nei mesi di luglio e agosto ha luogo il pellegrinaggio annuale di due settimane sull'Apollinarisberg.
Il convento francescano venne chiuso durante la lotta di civiltà (1867-1870) ma, grazie al grande legame con la popolazione di Remagen, un piccolo gruppo di religiosi poté rimanere continuando il proprio apostolato. Nel 1884 la famiglia von Fürstenberg-Stammheim, proprietaria dell'Apollinariskirche, fece costruire una cripta sul sito della chiesa, in cui trovò il suo ultimo luogo di riposo Franz Egon von Fürstenberg-Stammheim, che morì nel 1859.
La seconda guerra mondiale, che colpì gravemente la città di Remagen a causa del suo strategico ponte sul Reno, ebbe gravi conseguenze anche per l'Apollinariskirche e il monastero. Un missile V2, che colpì nelle vicinanze, distrusse parzialmente i tetti e i vetri. Poiché non è stato possibile eseguire le riparazioni fino al 1947, l'umidità ha gravemente danneggiato gli affreschi.
Nel 1972 furono demoliti gli edifici del monastero in cui vivevano i francescani e fu costruito un nuovo convento appena a nord della chiesa. Per diversi anni ha servito come seminario per i giovani religiosi che hanno studiato all'Università di Bonn. L'Apollinariskirche è stata ampiamente rinnovata dal 1985. La ristrutturazione esterna è stata completata nel 2005. Dalla metà del 2005, ulteriori lavori di restauro hanno avuto luogo all'interno della chiesa. I lavori di ristrutturazione sono stati sostenuti dalla Fondazione tedesca per la protezione dei monumenti e dall'Associazione dell'Apollinariskirche.
Alla fine del 2006 i francescani se ne andarono. Il giorno di santo Stefano, per salutarli, venne celebrato un solenne pontificale alla presenza del vescovo ausiliare Jörg Michael Peters.
Dal febbraio 2007, la Comunità dell'Amore crocifisso e risorto, una "associazione privata di credenti" di Maastricht, si prende cura del luogo di pellegrinaggio.

## Il pellegrinaggio
Sant'Apollinare fu menzionato per la prima volta in un certificato di indulgenza nel 1295. "A tutti coloro che hanno partecipato a particolari devozioni, è stato concessa un'Indulgenza di 40 giorni". Ciò suggerisce che i pellegrini sono venuti a Remagen sin da allora. I grandi pellegrinaggi organizzati iniziarono però nei secoli seguenti. Dall'inizio del XVI secolo si ha notizia di un pellegrinaggio da St.Georg (Colonia). I pellegrini di Auenheim si recano tutti gli anni a Remagen dal 1630. Nel periodo di massimo splendore, fino a 100.000 pellegrini venivano in pellegrinaggio all'Apollinarisberg. Nel 2014, durante il pellegrinaggio (19 luglio - 3 agosto) contava circa 12 000 fedeli.